# Premier League Malti 1975-1976
L'edizione 1975-1976 della Premier League maltese è stata la sessantunesima edizione della massima serie del campionato maltese di calcio. Il titolo è stato vinto dagli Sliema Wanderers.

## Classifica
|    | Classifica         | G  | V  | N | P | GF | GS | Dif | Pt |
| -- | ------------------ | -- | -- | - | - | -- | -- | --- | -- |
| 1  | Sliema Wanderers   | 18 | 11 | 4 | 3 | 35 | 13 | +22 | 26 |
| 2  | Floriana           | 18 | 9  | 7 | 2 | 27 | 12 | +15 | 25 |
| 3  | Hibernians         | 18 | 7  | 6 | 5 | 17 | 17 | 0   | 20 |
| 4  | Zebbug Rangers     | 18 | 7  | 6 | 5 | 20 | 25 | -5  | 20 |
| 5  | Valletta           | 18 | 6  | 6 | 6 | 34 | 26 | +8  | 18 |
| 6  | Msida Saint-Joseph | 18 | 7  | 4 | 7 | 21 | 24 | -3  | 18 |
| 7  | Senglea Athletic   | 18 | 4  | 8 | 6 | 16 | 22 | -6  | 16 |
| 8  | St. George's       | 18 | 4  | 6 | 8 | 17 | 25 | -8  | 14 |
| 9  | Marsa              | 18 | 3  | 6 | 9 | 20 | 35 | -15 | 12 |
| 10 | Birkirkara         | 18 | 1  | 9 | 8 | 10 | 18 | -37 | 11 |

### Spareggio terzo posto
|  | Hibernians | 3 – 0 | Zebbug Rangers |  |

## Verdetti finali
- Sliema Wanderers Campione di Malta 1975-1976
- Marsa e Birkirkara retrocesse.